# Арикбалицький район
Арикбали́цький район (спочатку Ари́к-Бали́цький район) — адміністративна одиниця другого порядку, що існувала у 1928-1997 роках у складі Казахстану.

## Історія
Арик-Балицький район був утворений у складі Кзил-Джарського (пізніше Петропавловського) округу 17 січня 1928 року з центром у селі Арик-Балик.
17 грудня 1930 року після ліквідації Петропавловського округу район був укрупнений та перейшов у пряме підпорядкування республіці, до його складу увійшов колишній Балкашинський район (при цьому село Балкашинське стало центром укрупненого району) та частина Кокчетавського району.
10 березня 1932 року район увійшов до складу новоствореної Карагандинської області.
9 січня 1935 року зі складу району був виділений Молотовський район, 10 лютого центром району стало село Арик-Балик.
29 липня 1936 року район увійшов до складу новоствореної Північноказахстанської області.
14 жовтня 1939 року район увійшов до складу новоствореної Акмолинської області.
15 березня 1944 року район увійшов до складу новоствореної Кокчетавської області.
22 жовтня 1955 року частина району відійшла до складу новоствореного Чистопольського району.
2 січня 1963 року район був ліквідований, але 2 січня 1967 року відновлений.
2 травня 1997 року Арикбалицький район був ліквідований, територія увійшла до складу Айиртауського району.